# Поляк, Анна Александровна
Анна Александровна Поляк (настоящая фамилия Мовшович; 3 мая 1890, Минск — 13 февраля 1980, Ленинград) — советская переводчица, учитель, руководитель студии художественного перевода.

## Биография
Училась в гимназии, из последнего класса которой была исключена за участие в революционном движении. В 1907 году поступила на историко-филологический факультет Московских высших женских курсов. В то же время пробовала свои силы в качестве переводчика. В 1909 году был опубликован её первый художественный перевод. В 1912 году оставила обучение на историко-филологическом факультете и поступила на экономическое отделение Льежского университета в Бельгии, которое окончила спустя два года.
В 1918—1923 гг. работала учителем в школе деревообделочного завода станции Парфино Новгородской губернии.
В 1923 году переехала в Ленинград, где начала профессионально заниматься художественным переводом. Сотрудничала с издательствами «Петроград», «Время», «Прибой», а также с Государственным издательством РСФСР. В 1931—1941 гг. являлась руководителем студии художественного перевода.
В 1954—1978 гг. жила в Москве.

## Переводы
- Амп, Пьер. Лилльские ткачи. [Роман]. Пер. с фр. А. А. Поляк. Под ред. Бенедикта Лившица. Л.: Государственное издательство, 1924
- Амп, Пьер. Золотискатели. Роман. Пер. с фр. А. А. Поляк. Под ред. Бенедикта Лившица. С предисловием Ренэ Маршана. Л.: Государственное издательство, 1924
- Ромэн, Жюль. Душа толпы. [Рассказы]. Пер. с фр. А. Поляк. Л.-М.: «Петроград», 1924
- Фэвр, Луи. Тум. Роман. Пер. с фр. А. А. и Л. А. Поляк. Л.: «Время», 1927 [1926]
- Доржелес, Ролан. К далёким берегам. [Роман]. Пер. А. Поляк. Л., «Прибой», [1927]
- Мариво, Пьер де. Жизнь Марианны, или приключения графини де ***. Роман. Пер. с фр. Н. Немчиновой и А. Поляк. М.: «Художественная литература», 1968